# Glossina morsitans
Glossina morsitans är en tvåvingeart som beskrevs av John Obadiah Westwood 1851. Glossina morsitans ingår i släktet tsetseflugor, och familjen Glossinidae. Inga underarter finns listade i Catalogue of Life.

## Bildgalleri

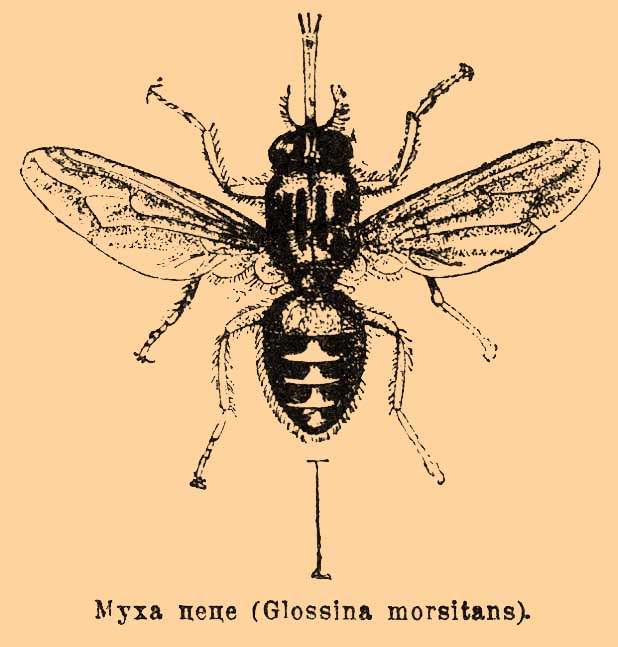
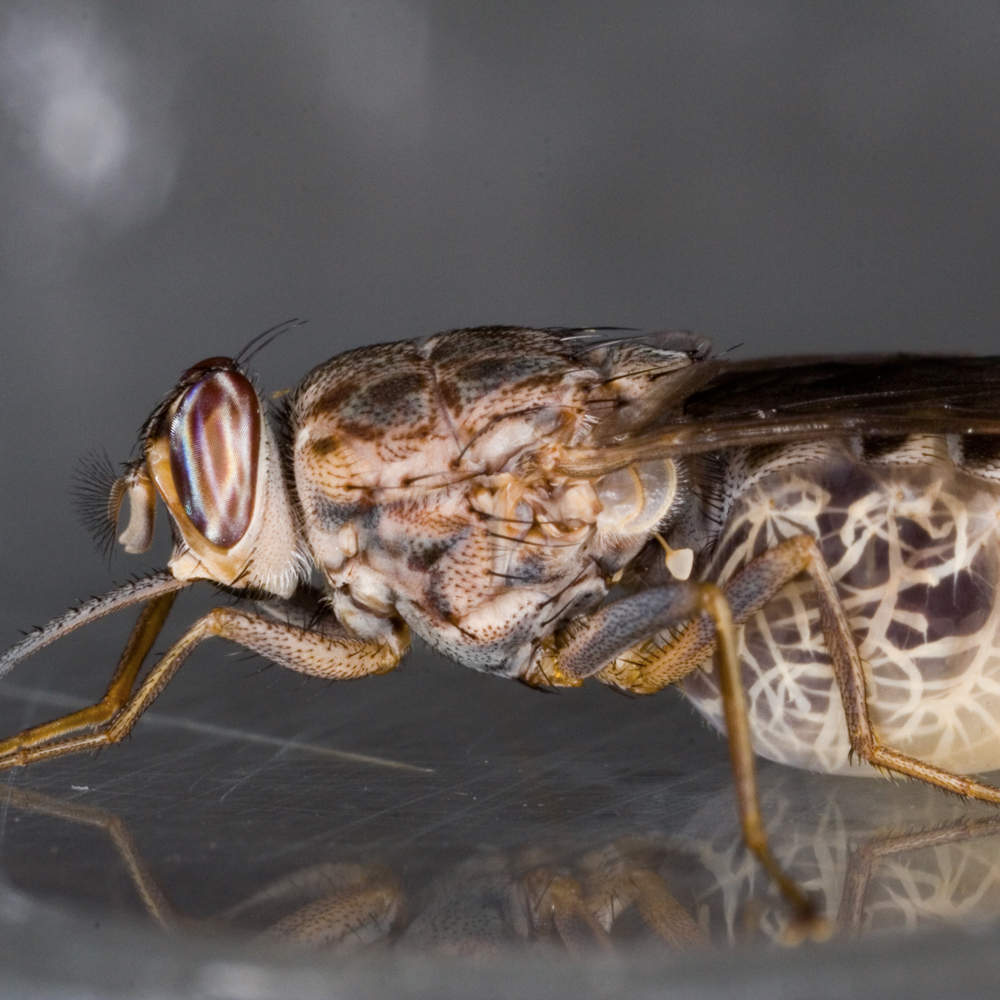
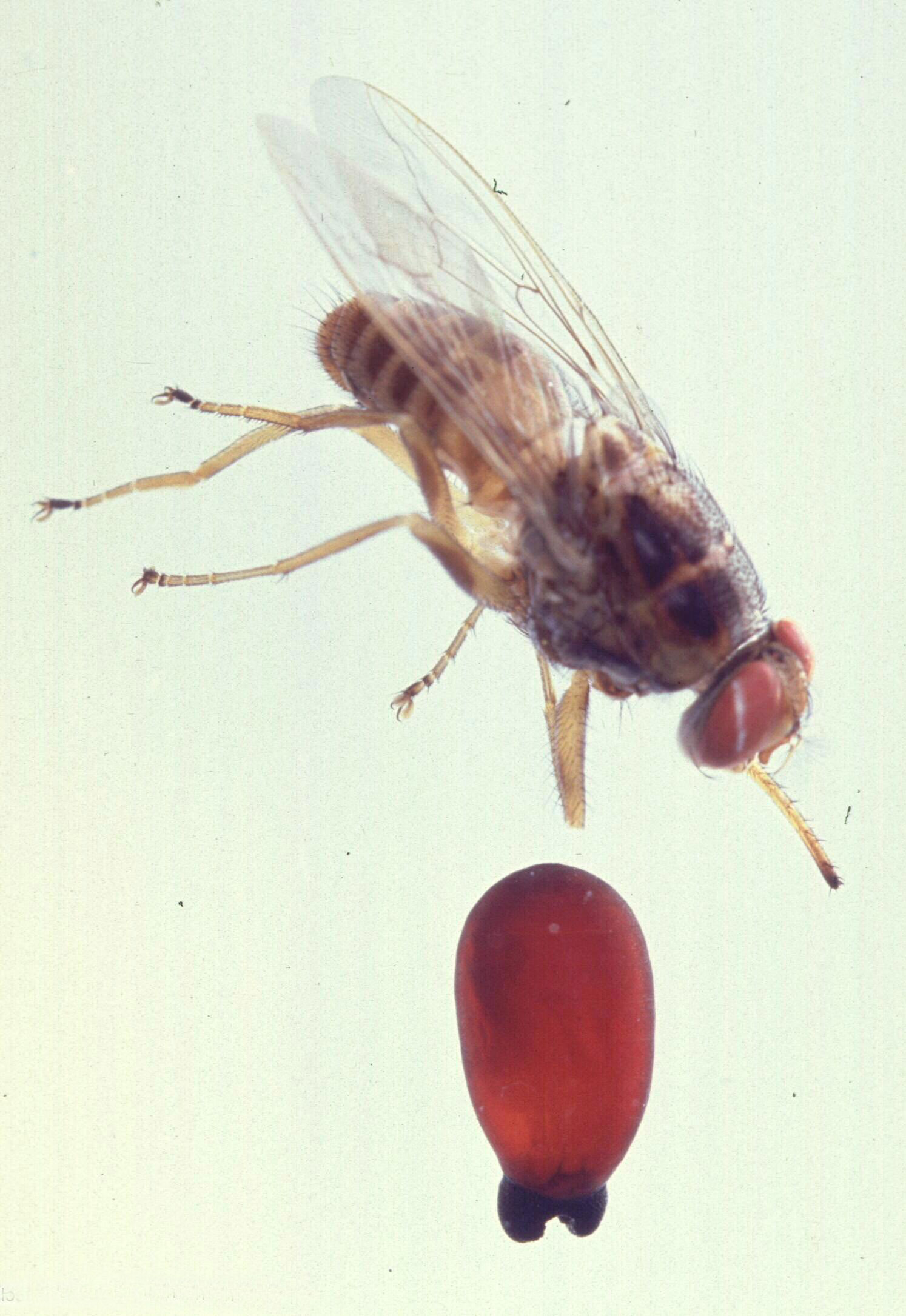
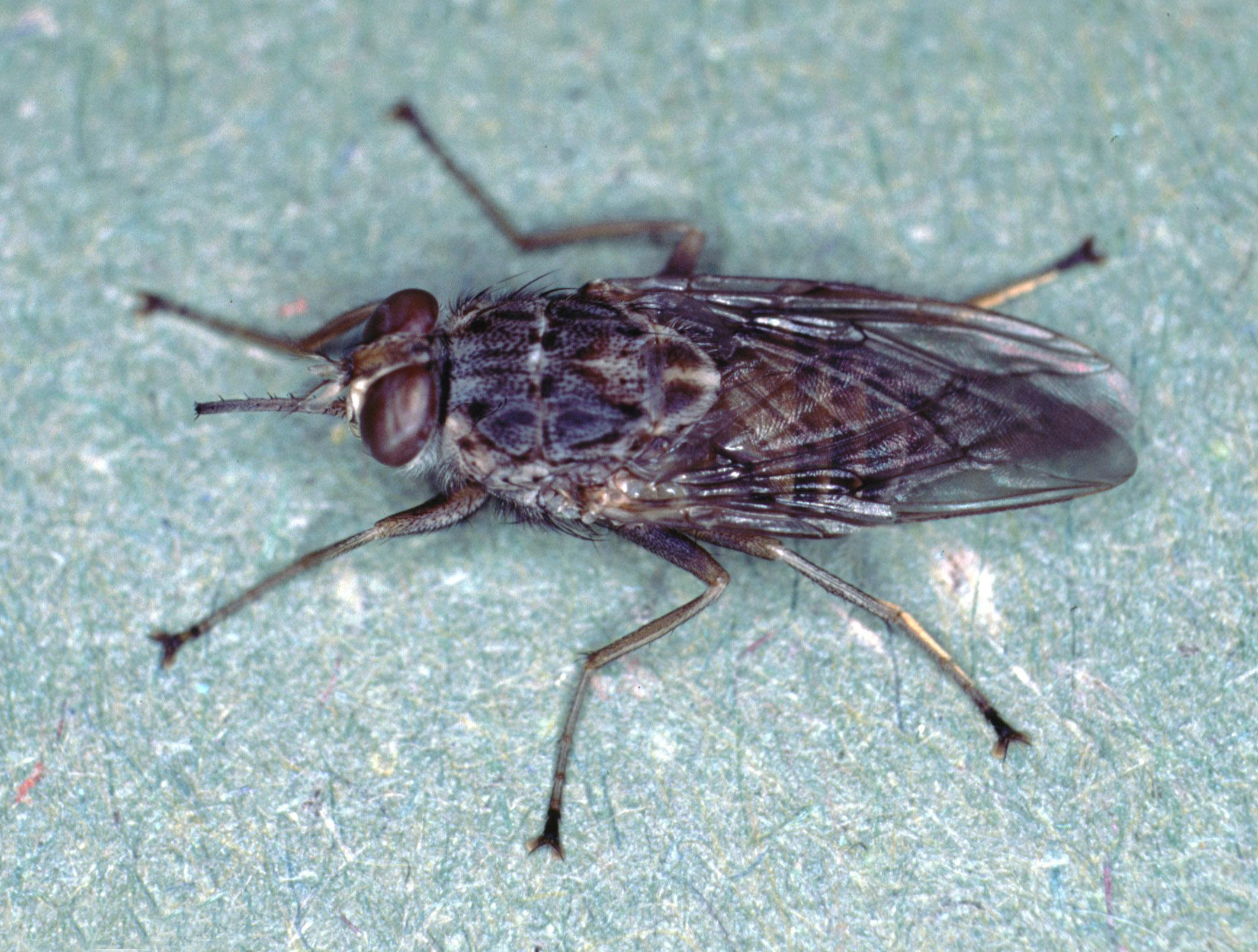
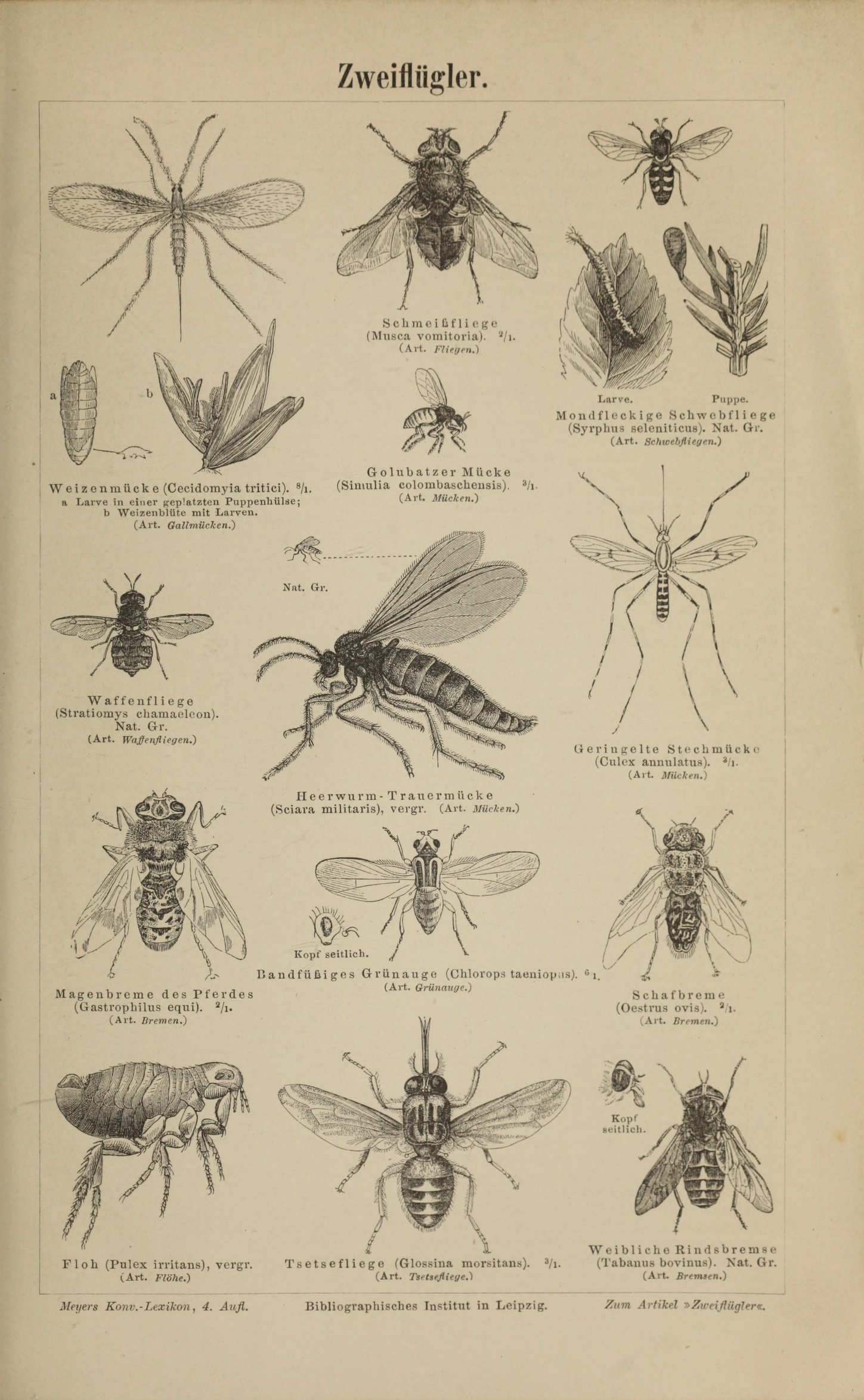